# Vexillológia

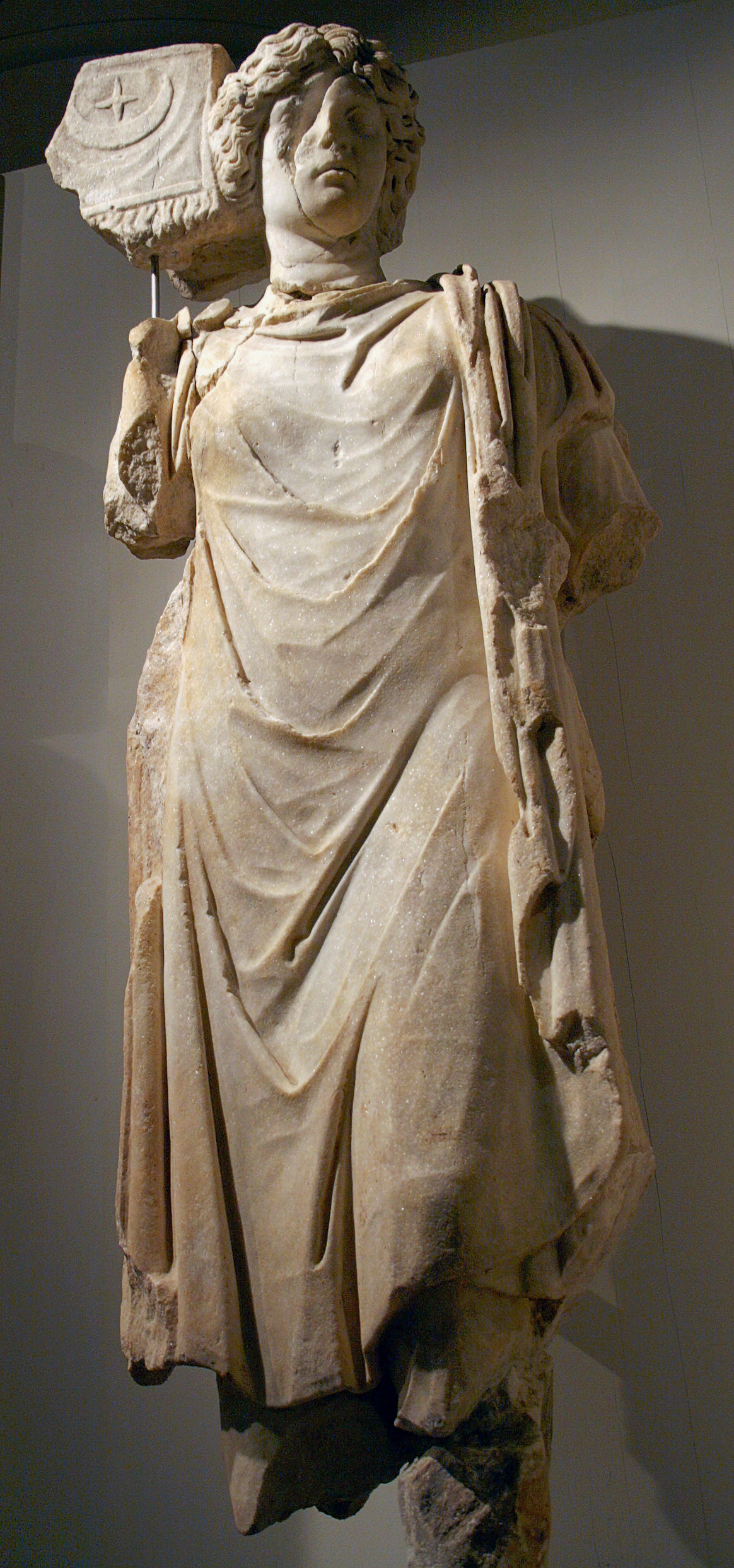
Vexillumot tartó nőalak Epheszoszból

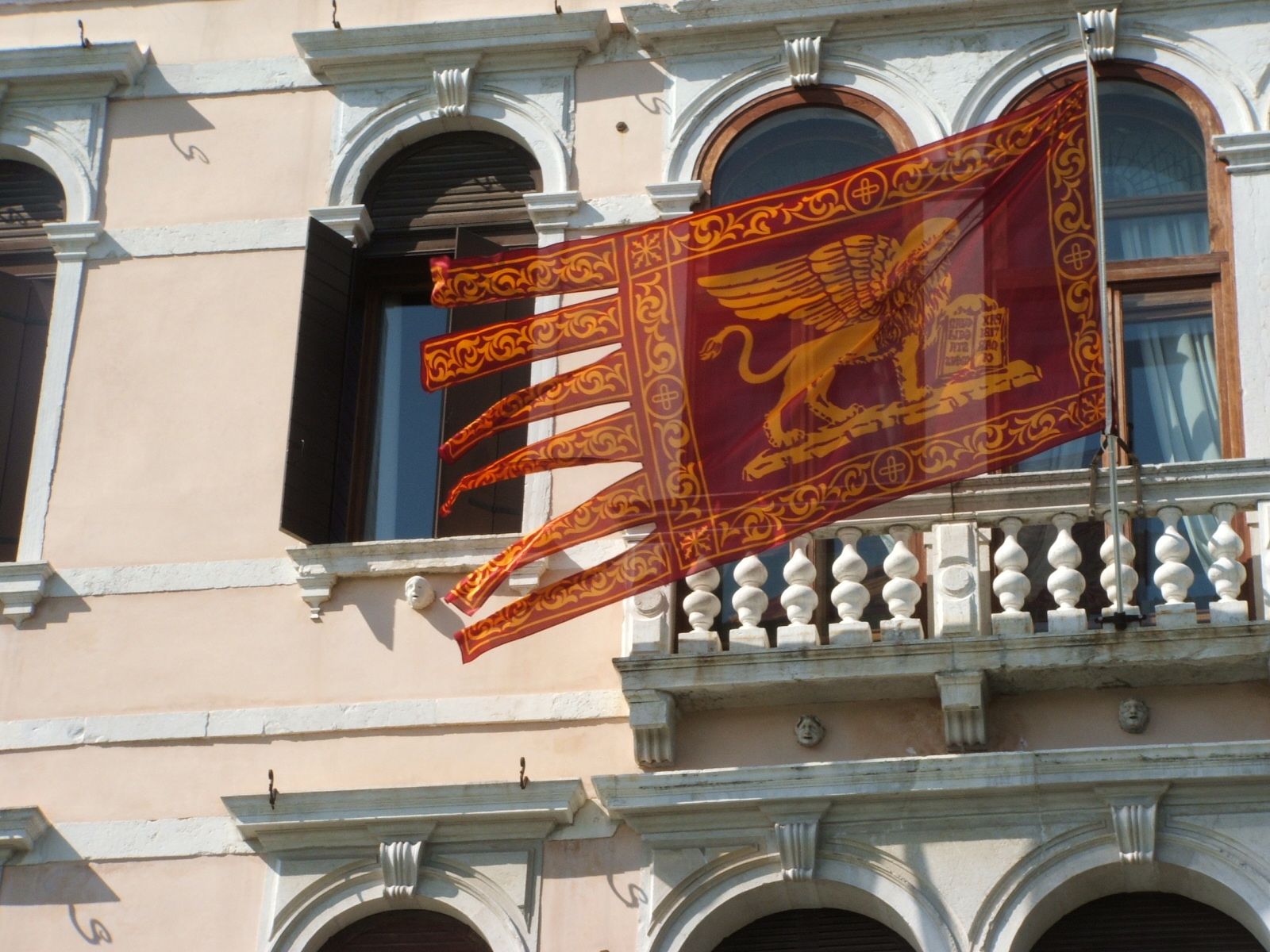
Velence lobogója a gonfalon

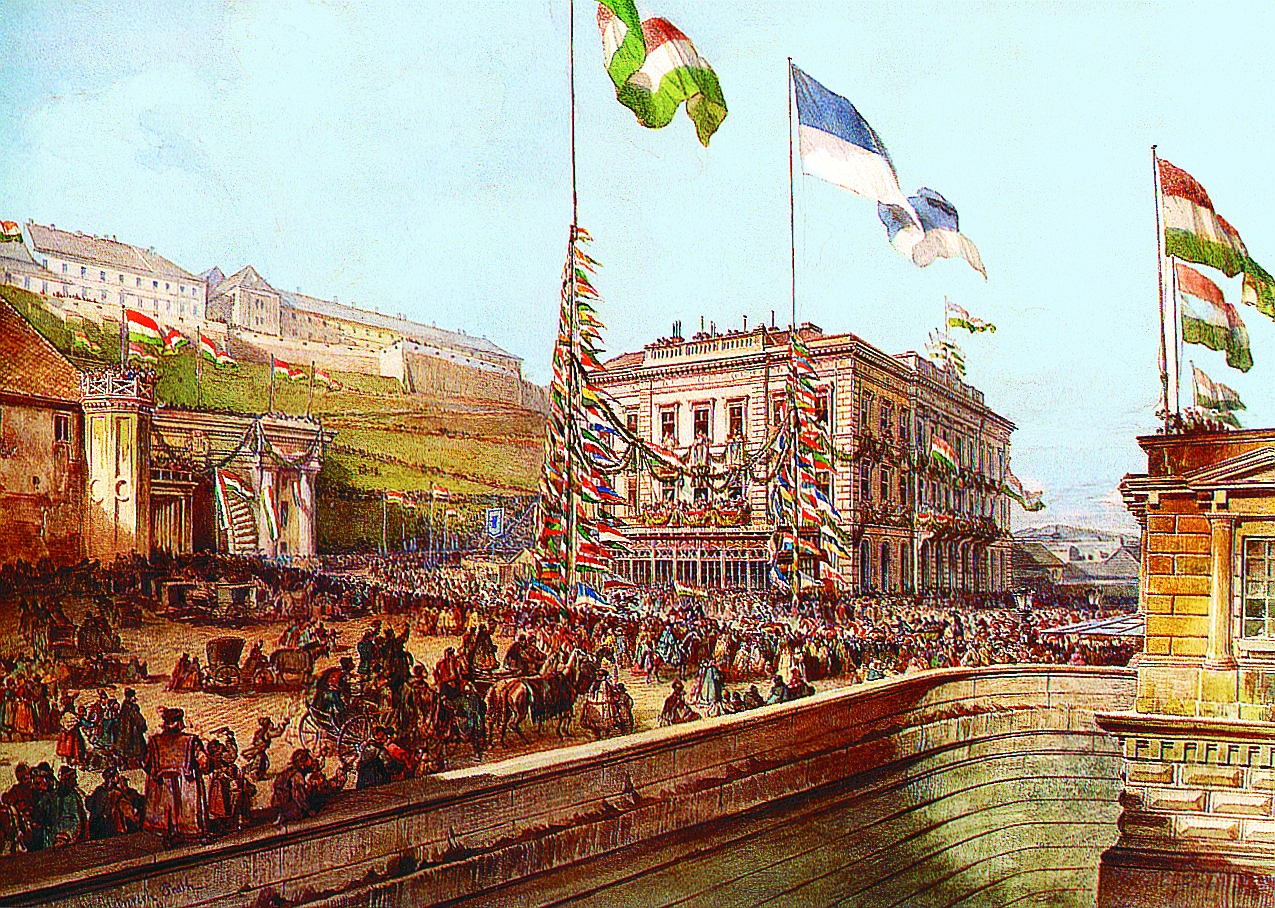
A császári pár ünnepélyes bevonulása a nemzeti zászlókkal feldíszített Budára, 1866. január

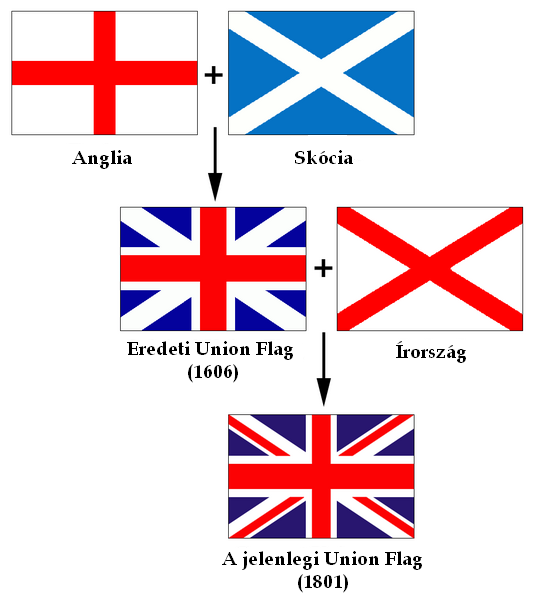
A Union Jack az Egyesült Királyság lobogójának kialakulása

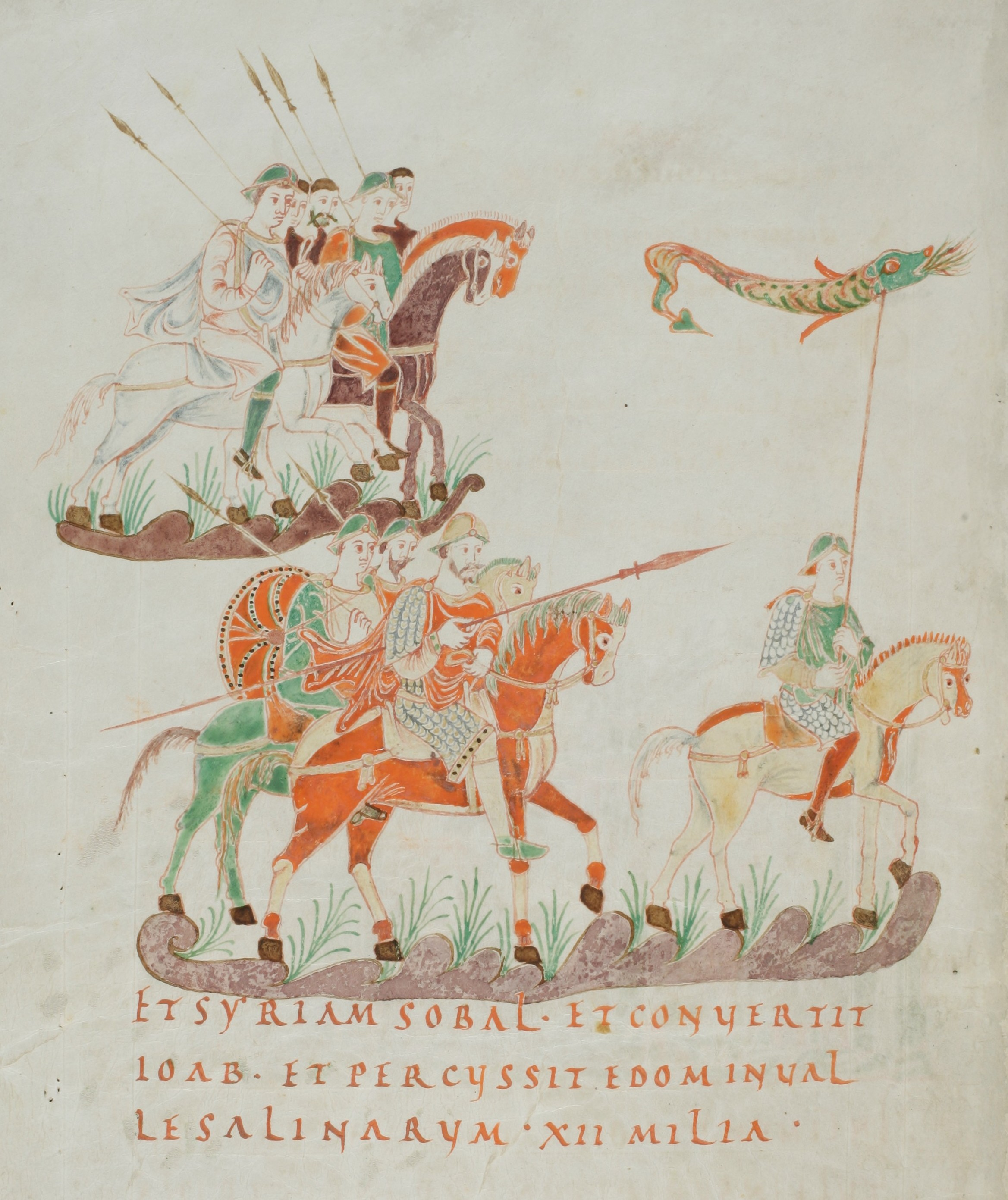
Draco Standard ábrázolása a Sankt Gallen-i kolostor Psalterium Aureum, Cod. Sang. 2 zsoltároskönyvében

A vexillológia vagy zászlótan a zászlókkal, lobogókkal, a zászlók történetével, szimbolikájával foglalkozó történeti segédtudomány. A tudományág alapjait és magát az elnevezést is Whitney Smith amerikai heraldikus alkotta meg 1957 körül. A vexillológiát kezdetben a heraldika egyik ágának tekintették, és ez a nézet máig tartja magát. Mások inkább a szemiotika részének tartják. A történetiségen kívül a vexillológia gyakran kitér a zászlók esztétikájára és szimbolizmusára is. A vexillológia mint tudományág nem azonos a zászlók tervezésével mint művészi tevékenységgel (vexillográfia), bár gyakran együtt jár vele.
Csak bot és vászon,

de nem bot és vászon,

hanem zászló.

## A zászló története
Már nagyon régi időkben megjelentek az egy- vagy többszínű, vagy olyan ábrával ellátott zászlók, amelyek elsődlegesen a különböző katonai egységek megkülönböztetésére szolgáltak. A középkorban a heraldika elterjedésével igen sokféle színű, ábrákkal ellátott zászló volt használatban (banner, gonfanon, kornéta, standárt…).
A zászló latinul vexillum, németül gonfanon. A zászlón lévő jelvényt signum-nak nevezték. Ez és a katonák közös jelvénye a teljesen zárt sisakok korában egyénivé vált, s a XII. század végén a pajzsra kerülve kialakultak belőlük a címerek. Innentől kezdődően a zászlóra is címer került, a címeres zászló is új nevet kapott. Ez a francia bannière, a német banner, magyaroknál banerium, később banderium. A címer miatt a zászló formája is megváltozott. A gonfanon hosszanti tengelye ugyanis a zászló rúdjával derékszöget zár be, a jelvényeknek pedig fejjel a zászlórúd felé fordulva, a lobogó tengelyében kellett elhelyezkedniük. Ezzel szemben a címeres zászló tengelye a rúddal párhuzamosan fut, s a lapján lévő címerkép, ferdén jobbra fordulva a rúdba kapaszkodik.
Az ezer évvel ezelőtti csaták Draco Standardjai és a mai futballmeccsek zászlószínekre festett arcú szurkolói azonos jelentésűek: mindegyik esetben egy meghatározott embercsoport juttatja kifejezésre a környezet más csoportjaitól való elkülönülését.
A zászló vagy lobogó, mint a nemzeti hovatartozás jelképe, a 16. században alakult ki. Elsőként a hollandok használták.
A zászlók napjainkban is kiemelt fontossággal bírnak, mint egy-egy nép, katonai szervezet vagy társadalmi csoport jelképei.

## A vexillológia módszertana
A zászlók nemzetközileg elfogadott osztályozási és jelölési rendszerét Whitney Smith alkotta meg. A következő szimbólumrendszerrel jelölhető, hogy hol használják (tengeren vagy szárazföldön), illetve mit fejez ki a zászló.
| Használat    | Magáncélra     | Állami célra  | Katonai célra |
| ------------ | -------------- | ------------- | ------------- |
| Szárazföldön | Polgári zászló | Állami zászló | Hadizászló    |
| Vízen        | Polgári lobogó | Állami lobogó | Hadilobogó    |

 Polgári zászló – (más néven: civil zászló) – magánszemélyek használhatják
 Állami zászló – hivatalos állami intézmények használják (középületeken stb.)
 Hadizászló – a hadsereg használja (katonai épületeken stb.)
 Polgári lobogó – (más néven: civil lobogó vagy kereskedelmi lobogó) – magánszemélyek hajóin használják
 Állami lobogó – állami tulajdonú, beépített fegyverzettel nem rendelkező hajókon használják
 Hadilobogó – (más néven: haditengerészeti lobogó) – hadihajókon használják
Smith összesen 63 szimbólumot alkotott, amelyekkel leírhatók a zászlók:
| Szimbólum | Betűkód | Neve                                           | Szimbólum | Betűkód | Neve                                               |
| --------- | ------- | ---------------------------------------------- | --------- | ------- | -------------------------------------------------- |
|           | ***/*** | Nincs meghatározott tulajdonság                |           | C**/*** | Polgári zászló                                     |
|           | ***/**W | Hadilobogó                                     |           | C**/**W | Polgári zászló és hadilobogó                       |
|           | ***/*S* | Állami lobogó                                  |           | C**/*S* | Polgári zászló és állami lobogó                    |
|           | ***/*SW | Állami és hadilobogó                           |           | C**/*SW | Polgári zászló, állami és hadilobogó               |
|           | ***/C** | Polgári lobogó                                 |           | C**/C** | Polgári zászló és lobogó                           |
|           | ***/C*W | Polgári és hadilobogó                          |           | C**/C*W | Polgári zászló, polgári és hadilobogó              |
|           | ***/CS* | Polgári és állami lobogó                       |           | C**/CS* | Polgári zászló, polgári és állami lobogó           |
|           | ***/CSW | Nemzeti lobogó                                 |           | C**/CSW | Polgári zászló és nemzeti lobogó                   |
|           | **W/*** | Hadizászló                                     |           | C*W/*** | Polgári és hadizászló                              |
|           | **W/**W | Hadizászló és lobogó                           |           | C*W/**W | Polgári és hadizászló és hadilobogó                |
|           | **W/*S* | Hadizászló és állami lobogó                    |           | C*W/*S* | Polgári és hadizászló és állami lobogó             |
|           | **W/*SW | Hadizászló, állami és hadilobogó               |           | C*W/*SW | Polgári és hadizászló, állami és hadilobogó        |
|           | **W/C** | Hadizászló és polgári lobogó                   |           | C*W/C** | Polgári és hadizászló és polgári lobogó            |
|           | **W/C*W | Hadizászló, polgári és hadilobogó              |           | C*W/C*W | Polgári és hadizászló, polgári és hadilobogó       |
|           | **W/CS* | Hadizászló, polgári és állami lobogó           |           | C*W/CS* | Polgári és hadizászló, polgári és állami lobogó    |
|           | **W/CSW | Hadizászló és nemzeti lobogó                   |           | C*W/CSW | Polgári és hadizászló és nemzeti lobogó            |
|           | *S*/*** | Állami zászló                                  |           | CS*/*** | Polgári és állami zászló                           |
|           | *S*/**W | Állami zászló és hadilobogó                    |           | CS*/**W | Polgári és állami zászló és hadilobogó             |
|           | *S*/*S* | Állami zászló és lobogó                        |           | CS*/*S* | Polgári és állami zászló és állami lobogó          |
|           | *S*/*SW | Állami zászló, állami és hadilobogó            |           | CS*/*SW | Polgári és állami zászló, állami és hadilobogó     |
|           | *S*/C** | Állami zászló és polgári lobogó                |           | CS*/C** | Polgári és állami zászló és polgári lobogó         |
|           | *S*/C*W | Állami zászló, polgári és hadilobogó           |           | CS*/C*W | Polgári és állami zászló, polgári és hadilobogó    |
|           | *S*/CS* | Állami zászló, polgári és állami lobogó        |           | CS*/CS* | Polgári és állami zászló, polgári és állami lobogó |
|           | *S*/CSW | Állami zászló és nemzeti lobogó                |           | CS*/CSW | Polgári és állami zászló és nemzeti lobogó         |
|           | *SW/*** | Állami és hadizászló                           |           | CSW/*** | Nemzeti zászló                                     |
|           | *SW/**W | Állami és hadizászló és hadilobogó             |           | CSW/**W | Nemzeti zászló és hadilobogó                       |
|           | *SW/*S* | Állami és hadizászló és állami lobogó          |           | CSW/*S* | Nemzeti zászló és állami lobogó                    |
|           | *SW/*SW | Állami és hadizászló, állami és hadilobogó     |           | CSW/*SW | Nemzeti zászló, állami és hadilobogó               |
|           | *SW/C** | Állami és hadizászló és polgári lobogó         |           | CSW/C** | Nemzeti zászló és polgári lobogó                   |
|           | *SW/C*W | Állami és hadizászló, polgári és hadilobogó    |           | CSW/C*W | Nemzeti zászló, polgári és hadilobogó              |
|           | *SW/CS* | Állami és hadizászló, polgári és állami lobogó |           | CSW/CS* | Nemzeti zászló, polgári és állami lobogó           |
|           | *SW/CSW | Állami és hadizászló és nemzeti lobogó         |           | CSW/CSW | Nemzeti zászló és lobogó                           |

A többi szimbólum a zászlóhasználat egyéb aspektusait jelölik, pl. hogy melyik irányból kell a zászlórúdra erősíteni, vannak-e elfogadott változatai stb.
- A zászló törvényesen előírt változata vagy felvonási iránya.
- Általánosan elterjedt, de nem törvényesített változat.
- Nincs hivatalosan elfogadott változat; az itt látható kép megfigyelés alapján készült.
- A zászló hátoldala.
- A zászló hivatalosan elfogadott alternatív variációja.
- A zászló alternatív változata (nincs törvényesítve).
- A zászló de facto változata.
- A zászló két oldalán eltérő mintázat látható.
- A zászlórúd a megfigyelőhöz képest a zászló jobb oldalán kell, hogy legyen.
- A zászló az adott nemzet államilag elfogadott jelképe.
- A zászló korábban hivatalos volt, de ma már nem használják (a jel eredetileg nem volt része Smith rendszerének).
- A zászló hátoldalán a másik oldal tükörképe látható.
- A zászló két oldalán a minta egybevág.
- Nem tudni, mi van a zászló másik oldalán.
- A zászlót függőlegesen is ki lehet tenni, de csak a zászlórúd forgatható el 90°-kal, maga a minta nem.
- A zászlót függőlegesen is ki lehet tenni, és a mintázat is elforgatható.
- Nem ismert a függőleges felhúzás szabálya.
- A zászlót semmilyen módon nem lehet elforgatni.
- Csak függőlegesen lehet kihelyezni.

## Színek és jelentésük
A zászlókon szereplő színeknek nincs nemzetközileg elfogadott jelentésük, ugyanaz a szín más-más zászlókon teljesen különböző tartalmakat fejezhetnek ki. Pl. a zöld szín a magyar zászlón a reményt jelképezi, míg Szaúd-Arábiáén mint az iszlám és Mohamed próféta színe jelenik meg. Egyes színkombinációkból következtethetünk a használó (ország, város vagy intézmény) történelmi örökségére, identitására:
- Pán-afrikai színek: vörös, sárga (arany), zöld, fekete. Pl. Etiópia, Jamaica, Benin, Kamerun. Elsőként Etiópia, az egyetlen függetlenségét megőrző fekete-afrikai ország használta őket, de más afrikai népek pl. a mórok zászlóin is felbukkantak. Emiatt vált később az afrikai függetlenségi törekvések jelképévé (a rasztafariánus mozgalom is használta).

- Pánarab színek: fekete, fehér (ezüst), zöld, vörös. Pl. Szíria, Irak, Jordánia. A színek az 1916-os arab felkelés zászlajára utalnak; a színek egyenként a nagyobb arab birodalmakat és történelmi dinasztiákat jelképezik (fekete: a Kalifátus, fehér: Omajjád dinasztia, zöld: Fátimida dinasztia, vörös: Almohád dinasztia).

- Pánszláv színek: vörös, fehér, kék. Pl. Oroszország, Csehország, Szlovákia. Az orosz zászló színeiből erednek, ezzel szimbolizálva a szlávok közös, keleti eredetét.

- Pán-iráni színek:[3] vörös, fehér, zöld. Pl. Irán, Tádzsikisztán, Kurdok. A perzsa Kádzsár-dinasztia sahjainak zászlajából ered. Viszonylag kevéssé elterjedt, a legtöbb ilyen színű zászló nem a nemzet iráni eredetére utal.

Hasonló, nem színekkel kifejezett motívum még az "északi kereszt", ami csak az északi országok zászlóin szerepel (Svédország, Dánia, Finnország, Norvégia, Izland, Feröer).

## A zászlótervezés irányelvei
Bár nem léteznek olyan írott szabályok, mint a heraldika esetén, egyes kultúrákban pl. a muszlim országokban alkalmaznak bizonyos korlátozásokat a színkombinációkat vagy a színek számát illetően. Más, íratlan szabályokat egyszerűen esztétikai okokból érdemes betartani. Ugyanilyen fontos, hogy a zászló bírjon valamilyen történelmi jelentéssel, hogy kellően reprezentálhassa az országot. Az egyik vezető vexillológus, Ted Kaye 5 pontban foglalja össze a zászlótervezés alapelveit:
1. Egyszerűség: a zászlónak olyan egyszerűnek kell lenni, hogy egy gyerek is le tudja rajzolni fejből.
2. Sokatmondó szimbolizmus: a zászlón szereplő jelképek valóban utaljanak arra, amit kifejezni akarunk.
3. 2-3 szín szabálya: lehetőleg ne használjunk 3-nál több színt. A 3 szín legyen jól megkülönböztethető, kerüljük a különleges árnyalatokat.
4. Ne legyen a zászlón írás vagy pecsét.
5. Egyediség és hasonlóság: a zászló legyen egyedi, a többitől jól megkülönböztethető, de lehetnek hasonlóságok más zászlókkal, ha valamilyen kapcsolatot akarunk kifejezni.